# Centrum Kultury Islamu w Katowicach
Centrum Kultury Islamu w Katowicach – instytucja o charakterze religijnym, prowadzona przez Oddział Śląski Ligi Muzułmańskiej w RP, założona w 2007 roku. Swoją siedzibę ma w Katowicach przy ulicy Warszawskiej 50a, na terenie dzielnicy Śródmieście.

## Charakterystyka

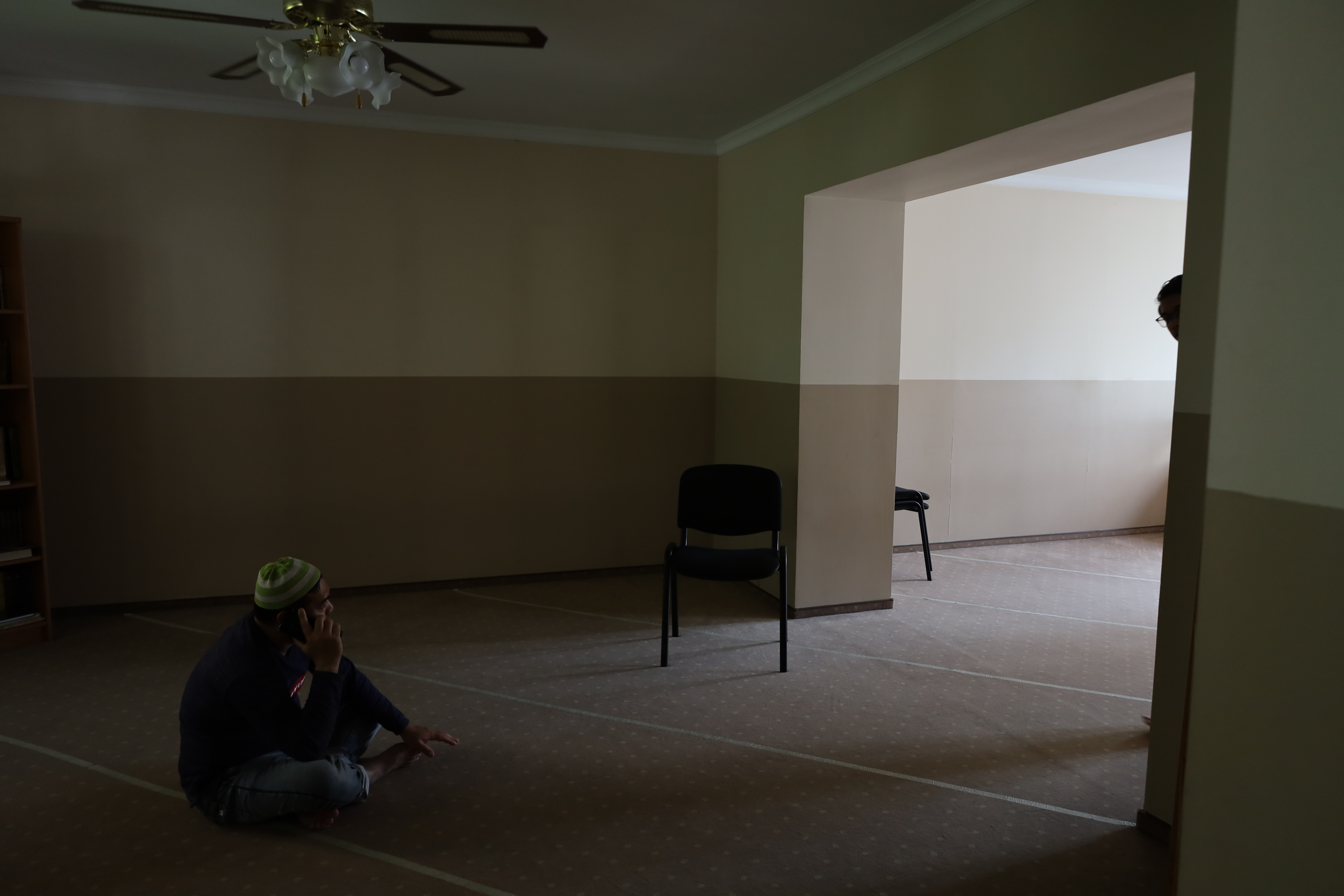
Sala modlitewna Centrum Kultury Islamu w Katowicach (2024)

Centrum Kultury Islamu w Katowicach zostało założone w 2007 roku z inicjatywy mieszkających na terenie województwa śląskiego muzułmanów. Wcześniej, bo w 2005 roku została wykupiona od miasta kamienica, będąca obecnie siedzibą Centrum. Został ona wyremontowana i oddana do użytku w 2007 roku, zaś do tego czasu muzułmanie z województwa śląskiego spotykali się na modlitwach przy ulicy Wojewódzkiej 36/16.
Centrum Kultury Islamu w Katowicach prowadzone jest przez Oddział Śląski Ligi Muzułmańskiej w RP. Imamem, a jednocześnie dyrektorem Centrum Kultury Islamu według stanu z 2016 roku jest Abdelwahab Bouali. Pochodzi on z Algierii i uzyskał m.in. tytuł specjalisty prawa i teologii muzułmańskiej w Instytucie Nauk Humanistycznych i Islamistycznych w Paryżu. Był on również aktywnym działaczem w Stowarzyszeniu Studentów Muzułmańskich. W Katowicach pojawił się on w 2007 roku na zaproszenie Abduljabbara Koubaisy, który także jest związany z Centrum Kultury Islamu w Katowicach.
Wyznawcy skupieni w Centrum Kultury Islamu w Katowicach pochodzą z różnych krajów, w tym m.in. z Algierii, Tunezji, Turcji, Syrii, Afganistanu czy Iraku. Najwięcej ludzi w Centrum Kultury Islamu w Katowicach gromadzi się podczas święta Id al-Fitr oraz święta Id al-Adha – ich liczba wynosi wówczas do około 150 osób.

## Cele
Do głównych celów Centrum Kultury Islamu w Katowicach należą:
- organizacja kultu religijnego poprzez wspólne modlitwy, spotkania religijne, wspólne przeżywania świąt muzułmańskich i Ramadanu oraz organizacja ślubów i pogrzebów,
- umocnienie więzi i wiary wśród wyznawców islamu, a także rozpowszechnienie wiedzy o nim wśród innych wyznawców,
- organizacja wykładów, lekcji dla dzieci i młodzieży, kursów i nauk o islamie,
- organizowanie spotkań i wydarzeń dla lokalnej społeczności muzułmańskiej[1].

## Siedziba
Budynek Centrum Kultury Islamu mieści się w Katowicach przy ulicy Warszawskiej 50a, w dzielnicy Śródmieście. Jest to gmach trójkondygnacyjny, z czego na parterze znajduje się sala wykładowa, kuchnia, jadalnia i toalety, na pierwszym piętrze sala modlitewna oraz biblioteka z literaturą islamską w języku polskim i arabskim, zaś na drugim piętrze trzy sale wykładowe oraz biuro kierownika Centrum. W sali modlitewnej znajduje się elektroniczny zegar wskazujący dokładne godziny modlitw, a na podłodze linie wskazujące kierunek Mekki – kibla. W rogu sali modlitw mieści się minbar, a obok niego kursi. 
Centrum Kultury Islamu w Katowicach zarządza także sąsiednim budynkiem, w który jest przeznaczony dla spotkań kulturalno-rozrywkowych dla młodzieży.